# جاك كليسبى
جاك كليسبى (بالإنجليزية: Jack Clisby) (16 فبراير 1992 برث أستراليا - ) هو لاعب كرة قدم أسترالي يلعب كمدافع.

## روابط خارجية
- جاك كليسبى على موقع قاعدة بيانات كرة القدم.إي يو (الإنجليزية)
- جاك كليسبى على موقع Soccerway.com (الإنجليزية)
- جاك كليسبى على موقع عالم كرة القدم.نت (الإنجليزية)